# Vincent Wagner
Pour les articles homonymes, voir Wagner.
Vincent Wagner, né le 23 janvier 1971  à Strasbourg, est illustrateur, dessinateur et auteur de bande dessinée.

## Biographie
Vincent Wagner a été formé à l'Atelier d'illustration de l'École supérieure des arts décoratifs de Strasbourg, sous la direction de l'illustrateur Claude Lapointe. Il a dessiné dans les domaines de la caricature et la publicité, puis il s'essaie aux métiers de conteur, anime de nombreux ateliers scolaires et crée des spectacles de marionnettes pour le théâtre amateur.
En 2002, il revient à la bande dessinée avec des ouvrages pour les tout-petits, les adolescents ou les adultes et crée des histoires sans paroles entièrement en ombres chinoises. Il reçoit le prix Libbylit (décerné par l'IBBY) 2008 du Meilleur Album pour Trois bons amis (Bayard Jeunesse),.
Avec le scénariste de bande dessinée Roger Seiter, il signe douze albums, notamment chez Casterman et les éditions du Long Bec. Depuis 2020, il dessine au côté des scénaristes Pierre Boisserie et Didier Convard à la sérieL'Epopée de la Franc-maçonnerie chez Glénat.
En 2017 est publiée sa bande dessinée Snaergard. Pour La Revue des livres pour enfants, « Dans une Scandinavie médiévale, l'histoire d'une amitié interdite entre les fils de deux seigneurs rivaux dont l'un a exterminé la famille de l'autre. [...] Dans une nature sauvage et enneigée somptueusement dessinée dans un grand format, un récit plein de la fureur d'un fils pour un père violent ».

## Publications

### Bandes dessinées
- Ambroise Paré, le Père de la chirurgie[7], scénario de Pierre Boisserie et Jean-Noël Fabiani-Salmon, éditions Les Arènes BD, 2023
- L'Ami Fritz, scénario de Roger Seiter, éditions du Signe, 2012
- Bandits, éditions du Long Bec, 2016
- Cromalin et Cromignonne[8], éditions du Long Bec, 2015
- Gutenberg et le secret de la Sibylle, scénario de Roger Seiter, éditions du Signe, 2018
- Mysteries, scénario de Roger Seiter

1. Seule contre la loi, éditions Casterman, 2006
2. Seule contre la loi, éditions Casterman, 2007
3. Seule contre la loi, Intégrale, éditions du Long Bec, 2017

- L'Or du Rhin tome 1; L'homme au Masque de cuir, scénario de Roger Seiter, éditions du Long Bec, 2014
- Le Pont des pirates , éditions du Long Bec, 2015
- La Sorcière a le blues, éditions Bayard Jeunesse, 2006
- La Sorcière de Bergheim[9], scénario de Roger Seiter, éditions BF, 2004
- Les Cercles de Lumière, scénario de Pierre Makyo, dessin de Laval Ng, couleurs Vincent Wagner, éditions du Long Bec, 2016
- Ogres et Cie, éditions du Long Bec, 2016
- Saint Nicolas, de l'Orient à l'Occident, scénario de Thierry Wintzner, éditions du Signe, 2003, Prix Gabriel 2004
- Snaergard[6],[5], éditions du Long Bec, 2017, NED éditions Mosquito 2022
- Nordlys, éditions Mosquito 2024
- Sorcières, scénario de Roger Seiter, édition modifiée de La Sorcière de Bergheim, éditions du Long Bec, 2013
- Sorcières et Magiciens[10], éditions du Long Bec, 2014
- Titouan a perdu sa dent, éditions Bayard Jeunesse, 2010
- Trois bons amis, éditions Bayard Jeunesse, Prix libbylit 2008 du meilleur album, 2007
- Un Eté en enfer[11], scénario de Roger Seiter, encart de Robert Steegmann, éditions du Signe, 2011
- Venise hantée, scénario de Roger Seiter

1. L'Etrange Mort de Lord Montbarry[12], éditions Emmanuel Proust, 2012
2. L'Intégrale (tomes 1 et 2), éditions EP Media, 2016

- Wild River, scénario de Roger Seiter

1. le Raid , éditions Casterman, 2008, éditions BDMust 2020
2. la Captive, éditions Casterman, 2009, éditions BDMust 2021
3. la Bataille de Babel, éditions Cleopas, 2011, éditions BDMust 2021
4. Intégrale[13], éditions du Long Bec, 2015

- L'Epopée de la Franc-maçonnerie, sous la direction de Didier Convard

Tome 3. Le Mot du Maçon, scénario de Pierre Boisserie, éditions Glénat, 2020
Tome 5. Le Compas et le Tomahawk, scénario de Didier Convard, éditions Glénat, 2021
Tome 9. Destruction, scénario de Pierre Boisserie, éditions Glénat, 2023

### Illustration Jeunesse
- C'est moi, Guignol !, texte de Bertrand Solet, éditions du Bastberg, 2001
- L'Enfant Fleur, éditions Hatier Éducation, 2009
- Gare au hibou !, éditions Callicéphale, 2001
- Hansel et Gretel, d'après les frères Grimm, éditions du Bastberg, 2002
- Le Jardin des sons, textes d'Agnès Matthys, éditions Van de Velde, 2006
- Les Leçons de piano, leçons de Pascal Nemirovski et Béatrice Quoniam, éditions Henry Lemoine, 2007
- Les Leçons de piano 2, leçons de Pascal Nemirovski et Béatrice Quoniam, éditions Henry Lemoine, 2010
- Le Peigne magique, texte de Pierre-Yves Jego, éditions EDDIF/UNICEF, 1994
- Le Roi Carnaval, texte de Muriel Carminati, éditions Callicéphale, 2002
- Le Singe et l'émeraude, texte de Muriel Carminati, éditions Bayard Jeunesse, 2008
- Le Théâtre des Légendes d'Alsace, textes d'Eugène Santangelo, ID éditions, 2020

### Illustrations de romans jeunesse
- Au Royaume des Moustaches, roman de Roland Fuentès, éditions Rageot, 2012
- Bam Bam Slam, roman de Cathy Ollier, éditions Le Crayon à roulettes, 2023
- Les Cygnes sauvages, roman d'après Hans Christian Andersen, éditions Rageot, 2013
- La Dragonne de minuit[17], roman d'Agnès Laroche, éditions Rageot, 2011
- L'Île, roman de Frédérique Trigodet, éditions Le Crayon à roulettes, 2024
- Météorite[18], roman de Pierre Bottero, éditions Rageot, 2009
- La Princesse et la rose bleue, roman d'Annie Caldirac, éditions Rageot, 2011
- Une Sorcière à la maison[19], roman de Véronique Petit, éditions Rageot, 2006

### Théâtres d'images (kamishibaïs)
- L'Enfant Fleur, éditions Callicéphale, 2002
- Gare au hibou !, éditions Callicéphale, 2001
- Gare au hibou ! NED, éditions Callicéphale, 2021
- Le Joueur de flûte de Hameln, éditions Callicéphale, 2010
- Le Roi des aulnes, balade de Goethe, éditions Callicéphale, 2011
- Le Singe et l'émeraude, textes de Muriel Carminati, éditions Callicéphale, 2014
- Maman !!!, éditions Callicéphale, 2016

## Marionnettes
- La Forêt des Songes, spectacle d'ombres chinoises. Confection des marionnettes et mise en scène Vincent Wagner, 1998
- Ubu Roi[20], spectacle de marionnette, d'après la pièce d'Alfred Jarry. Confection des marionnettes et mise en scène Vincent Wagner, 2016

## Distinctions
- Prix Libbylit (décerné par l'IBBY) 2008 du meilleur album pour Trois bons amis[3],[4]
- Prix des 1000 Bulles 2025 (décerné par Festival BD Au Coeur des Bulles de Montreuil-Bellay) pour Snaergard